# Венцов, Николай Сергеевич
Николай Сергеевич Венцов (1896—1942) — майор Рабоче-крестьянской Красной Армии, участник Гражданской войны, дважды Краснознамёнец (1920, 1923).

## Биография
Николай Венцов родился в 1896 году на территории Тверской губернии в семье врача. Служил в царской армии, участвовал в боях Первой мировой войны. В 1918 году Венцов пошёл на службу в Рабоче-крестьянскую Красную Армию. Участвовал в боях Гражданской войны, будучи инструктором по обучению смешанного полка, командиром батальона, командиром 236-го стрелкового полка. Неоднократно отличался в боях.
14 октября 1919 года батальон Венцова, имея задачу оказать поддержку 239-му стрелковому полку, стремительной атакой разгромил в несколько раз превосходящего по численности противника и занял населённые пункты Пушкарёво и Борки. В бою за деревню Ревино Венцов получил ранение в голову, но, не успев перевязать рану, поднял свой батальон в атаку, очистив от противника деревню. Приказом Революционного Военного Совета Республики № 212 от 30 апреля 1920 года командир батальона Николай Венцов был награждён первым орденом Красного Знамени РСФСР.
6 августа 1920 года полк Венцова отличился в бою у деревни Воеводки-Гирный, а 13-14 августа — у населённых пунктов Майданово, Осова и Турова. Приказом Революционного Военного Совета Республики № 82 от 12 июня 1923 года командир полка Николай Венцов был вторично награждён орденом Красного Знамени РСФСР.
После окончания войны Венцов некоторое время продолжал службу в Рабоче-крестьянской Красной Армии, командовал батальонами в стрелковых полках. В 1925 году он был уволен в запас. Работал агрономом, техническим директором совхоза. В 1936 году Венцов вышел на пенсию. 
В начале Великой Отечественной войны повторно призван в армию. Командовал 294-м кавалерийским полком 112-й кавалерийской дивизии. 
29 ноября 1942 года Венцов погиб в бою.